# Tebaldo II di Navarra
Tebaldo (Tibaldo o Teobaldo) di Champagne, detto il Giovane. Thibaut, in francese, Teobaldo in spagnolo, in asturiano, in portoghese e in galiziano, Teobald, in catalano, Tibalt in basco e in aragonese e Theobald, in inglese, in tedesco e in fiammingo (1239 circa – Trapani, 4 dicembre 1270), fu conte Tebaldo V di Champagne e Brie e re di Navarra dal 1253 fino alla sua morte.

## Origine
Secondo la cronaca di Alberic de Trois-Fontaines Tebaldo era il figlio maschio primogenito di Tebaldo il Saggio, re di Navarra (Tebaldo I), conte di Champagne (Tebaldo IV) e conte di Brie, e della sua terza moglie Margherita di Borbone-Dampierre (†1256), che ancora secondo la cronaca di Alberic de Trois-Fontaines era la figlia secondogenita del signore di Borbone Arcimbaldo VIII e di Guigone de Forez, figlia di Guido III Conte di Forez e della sua seconda moglie, Adelasia.
Tebaldo I di Navarra, secondo Goffredo di Villehardouin, nel suo Chronicles of the Crusades (non consultato), era l'unico figlio maschio del conte di Champagne Tebaldo III e di Bianca di Navarra, che, secondo il Nobiliario de D. Pedro Conde de Barcelos hijo del Rey D. Dionis de Portugal Bianca era figlia del re di Navarra Sancho VI il Saggio e Sancha di Castiglia, figlia del re di León e Castiglia Alfonso VII e di Berenguela di Barcellona, figlia del conte di Barcellona Raimondo Berengario III e quindi sorella del principe d'Aragona e conte di Barcellona Raimondo Berengario IV.

## Biografia
Suo padre Tebaldo IV di Champagne, nel 1234, dopo la morte del fratello di sua madre Bianca di Navarra, il re di Navarra Sancho VII il Forte, senza discendenza, era stato scelto come re dai navarresi e aveva ricevuto la corona di Navarra, come Tebaldo I.
Nella sua cronaca Alberico delle Tre Fontane cita la nascita di Tebaldo II, nel 1239, come figlio del re di Navarra (regi Navarre filius), senza citarne il nome.
Suo padre Tebaldo I morì nel 1253; secondo gli Obituaires de Sens Tome I.1, Eglise cathédrale de Sens, Obituaire du xiii siècle, Tebaldo I (Theobaldus illustris rex Navarre et comes Campanie) morì il 1º maggio (Kal Mai); invece, secondo le "Corónicas" Navarras (non consultate), morì l'8 luglio a Pamplona, dove fu tumulato nella cattedrale di Santa Maria di Pamplona.
Tebaldo, che aveva circa quattordici anni, gli succedette come re di Navarra (Tebaldo II) e conte di Champagne (Tebaldo V), sotto la reggenza della madre, Margherita di Borbone-Dampierre, che resse il governo sino alla sua morte, con l'aiuto del re d'Aragona Giacomo I (che si protrasse fino al conseguimento della sua maggiore età, che era di 21 anni), come si può constatare dal documento n° XVI dei Documents des archives de la Chambre des Comptes de Navarre, del 1º agosto 1253, in cui Margherita (dona Margarita) scrive ad Alfonso, erede al trono di Aragona (Alfonso, fillo mayor et heredero del rey d´Aragon), citandosi come regina di Navarra e contessa palatina di champagne e di Brie (reyna de Navarra, de Campayna et de Bria condessa palatina), accetta l'alleanza con il re d'Aragona a nome del figlio, Tebaldo, re di Navarra (don Thibalt rey de Navarra); anche nel documento nº 574 del Cartulaire de Hugues de Chalon (1220-1319), Margherita si cita come regina di Navarra e contessa palatina di champagne e di Brie (royne de Navarre, de Champaigne et de Brye conteste palatine).
Sua madre Margherita morì nel 1256; secondo gli  Obituaires de Sens Tome I.2, Chapelle Saint-Blaise, à Provins, Margherita (Margarita regina) morì il 29 marzo; invece, secondo le "Corónicas" Navarras (non consultate), morì 12 aprile a Provins, Brie, Francia. Il suo corpo fu inumata all'abbazia di Clairvaux.
Tebaldo ricevette il rito dell'unzione e dell'incoronazione dal papa Alessandro IV, rispettivamente nel 1257 e nel 1259, importando per la prima volta in Navarra il concetto di investitura divina del monarca.
A Melun (Senna e Marna), il 6 aprile 1258, Tebaldo, secondo la Chronique anonyme des rois de France, sposò Isabella di Francia (1242-1271), che, ancora secondo la Chronique anonyme des rois de France, era figlia del re di Francia Luigi IX il Santo e di Margherita di Provenza, che, come riportato dal Vincentii Bellovacensis Memoriale Omnium Temporum era la figlia primogenita del conte di Provenza e conte di Forcalquier Raimondo Berengario IV e della moglie (come risulta dalla cronaca del monaco benedettino inglese, cronista della storia inglese Matteo Paris (1200 – 1259), quando descrive il matrimonio della figlia Eleonora con il re d'Inghilterra Enrico III), Beatrice di Savoia (1206 – 1266), che, secondo il documento nº 49 del Peter der Zweite Graf von Savoyen, Markgraf in Italien, sein Haus und seine Lande, dello storico, Ludwig Wurstenberger, era figlia del Conte di Savoia, d'Aosta e di Moriana, Tommaso I (1177 – 1233) e della moglie, Beatrice Margherita di Ginevra (1180 – 1257), che secondo la Chronica Albrici Monachi Trium Fontium era figlia di Guglielmo I di Ginevra e di Margherita Béatrice di Faucigny.

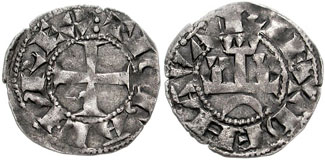
Denaro coniato durante il regno di Tebaldo II di Navarra

Firmò i Fuero general de Navarra, ovvero la "Carta generale del Regno di Navarra": raccolta di leggi che limitava anche il suo potere, delegandolo a un consiglio di dodici nobili, quindi una sorta di costituzione che definiva il potere del re e quello dei nobili e le procedure giudiziarie, che fu poi codificata per la prima volta, in seguito a emendamenti (amejoramientos) nel 1330 e poi una seconda volta nel 1419.

Tebaldo cercò inoltre di arginare il decentramento feudale dei nobili, aggravandoli di cospicui tributi, ma concedendo loro un maggior prestigio a corte, con poteri politici. Estese gradualmente i Fueros a Pamplona, Lantz, Estella, Tiebas e Torralba.
In politica economica continuò secondo le impronte del padre, migliorando l'amministrazione reale, controllando entrate e spese e indicendo il primo censimento generale, che indicò circa 150 000 abitanti (1266). Circa il 6.75% dell'appannaggio reale veniva speso in burocrazia, il 33.84% in spese militari e il 59.6% per il mantenimento dei possedimenti della corona.
Aiutò il re di Francia Luigi IX il Santo, contro le pressioni dei suoi vassalli, diventando un suo consigliere, mentre Re Luigi intervenne spesso come arbitro nei problemi interni della Navarra, ma soprattutto fu giudice nelle controversie di Tebaldo contro la sorella Margherita e suo marito, Federico III di Lorena, inerenti a contese tra la contea di Champagne ed il ducato di Lorena: secondo lo storico Georges Poull, nel suo libro La Maison ducale de Lorraine (1994) (non consultato), subito dopo il matrimonio Margherita rinunciò a ogni diritto alla successione sulla contea di Champagne, a favore del fratello Tebaldo II, che due anni prima, nel 1253, aveva ereditato la contea (Tebaldo V) assieme al regno di Navarra, (poi, nel 1273, rinnovò la medesima dichiarazione di rinuncia al diritto di successione sulla contea di Champagne, a favore del fratello Enrico il Grosso, che, nel 1270, era subentrato al fratello Tebaldo sia nella contea (Enrico III), che nel regno di Navarra (Enrico I)).
Tebaldo, nel 1269, fondò la città di Espinal nella Navarra.
Nel marzo 1270, secondo la Cronaca di Guglielmo di Nangis, Tebaldo II partì alla volta della Tunisia al seguito del suocero Luigi IX il Santo e, in quello stesso anno, durante il viaggio di ritorno dall'ottava crociata, morì a Trapani; secondo le Cronache di Navarra (non consultate) morì, senza avere eredi legittimi, nel dicembre 1270 e fu tumulato a Provins nel convento dei Cordeliers (Ordine dei Frati Minori Conventuali); i necrologi della Cappella Saint-Blaise di Provins riportano il 4 dicembre 1270 la data della morte di Tebaldo (4 Dec. Ob. Theobaldus rex Navarre fundator noster).
Invece, secondo Giuseppe Maria Di Ferro, Tebaldo II fu sepolto nella Chiesa di San Domenico di Trapani.
Gli succedette il suo fratello minore Enrico I di Navarra.

## Tebaldo II in letteratura
- Nella Divina Commedia Dante cita tra i barattieri Ciampolo di Navarra (I' fui del regno di Navarra nato) che si presenta come servo di Tebaldo II e lo definisce un buon re (Poi fui famiglia del buon re Tebaldo) (Inf. XXII, 52).

## Discendenza
Tebaldo da Isabella non ebbe figli.
Tebaldo da una sua amante Marchesa Gil de Rada ebbe una figlia:.
- Marchesa (?- dopo il 1303), che sposò, nel 1275 circa, il figlio illegittimo del re d'Aragona Giacomo I e della sua amante, Berenguela Fernandez, Pedro Fernandez (1245/49-1297), Barone di Hijar, da cui discesero i baroni di Hijar; Marchesa e Pedro sono citati negli Anales de la Corona de Aragon (Zaragoza), Tome I, come fondatori della chiesa del Santo Sepolcro a Saragozza[29].

## Ascendenza
|                                 |                     |                            | Genitori                         |  |  | Nonni |  |  | Bisnonni              |  |  | Trisnonni               |  |
|                                 |                     |                            |                                  |  |  |       |  |  | Enrico I di Champagne |  |  | Tebaldo II di Champagne |  |
|                                 |                     |                            |                                  |  |  |       |  |  | Enrico I di Champagne |  |  | Tebaldo II di Champagne |  |
|                                 |                     | Matilde di Carinzia        |                                  |  |  |       |  |  | Enrico I di Champagne |  |  |                         |  |
| Tebaldo III di Champagne        |                     |                            |                                  |  |  |       |  |  | Enrico I di Champagne |  |  |                         |  |
|                                 |                     | Maria di Francia           | Luigi VII di Francia             |  |  |       |  |  |                       |  |  |                         |  |
|                                 |                     | Maria di Francia           | Luigi VII di Francia             |  |  |       |  |  |                       |  |  |                         |  |
|                                 |                     | Maria di Francia           | Eleonora d'Aquitania             |  |  |       |  |  |                       |  |  |                         |  |
| Tebaldo I di Navarra            |                     | Maria di Francia           |                                  |  |  |       |  |  |                       |  |  |                         |  |
|                                 |                     | Sancho VI di Navarra       | García IV Ramírez di Navarra     |  |  |       |  |  |                       |  |  |                         |  |
|                                 |                     | Sancho VI di Navarra       | García IV Ramírez di Navarra     |  |  |       |  |  |                       |  |  |                         |  |
|                                 |                     | Sancho VI di Navarra       | Margherita de l'Aigle            |  |  |       |  |  |                       |  |  |                         |  |
| Bianca di Navarra               |                     | Sancho VI di Navarra       |                                  |  |  |       |  |  |                       |  |  |                         |  |
|                                 |                     | Sancha di León e Castiglia | Alfonso VII di León              |  |  |       |  |  |                       |  |  |                         |  |
|                                 |                     | Sancha di León e Castiglia | Alfonso VII di León              |  |  |       |  |  |                       |  |  |                         |  |
|                                 |                     | Sancha di León e Castiglia | Berengaria di Barcellona         |  |  |       |  |  |                       |  |  |                         |  |
| Tebaldo II di Navarra           |                     | Sancha di León e Castiglia |                                  |  |  |       |  |  |                       |  |  |                         |  |
|                                 | Guy II di Dampierre | Guglielmo I di Dampierre   |                                  |  |  |       |  |  |                       |  |  |                         |  |
|                                 | Guy II di Dampierre | Guglielmo I di Dampierre   |                                  |  |  |       |  |  |                       |  |  |                         |  |
|                                 | Guy II di Dampierre | Ermengarda di Toucy        |                                  |  |  |       |  |  |                       |  |  |                         |  |
| Arcimbaldo VIII di Borbone      | Guy II di Dampierre |                            |                                  |  |  |       |  |  |                       |  |  |                         |  |
|                                 |                     | Matilde I di Borbone       | Arcimbaldo di Borbone il Giovane |  |  |       |  |  |                       |  |  |                         |  |
|                                 |                     | Matilde I di Borbone       | Arcimbaldo di Borbone il Giovane |  |  |       |  |  |                       |  |  |                         |  |
|                                 |                     | Matilde I di Borbone       | Alice di Borgogna                |  |  |       |  |  |                       |  |  |                         |  |
| Margherita di Borbone-Dampierre |                     | Matilde I di Borbone       |                                  |  |  |       |  |  |                       |  |  |                         |  |
|                                 |                     | Arcimbaldo di Montlucon    | …                                |  |  |       |  |  |                       |  |  |                         |  |
|                                 |                     | Arcimbaldo di Montlucon    | …                                |  |  |       |  |  |                       |  |  |                         |  |
|                                 |                     | Arcimbaldo di Montlucon    | …                                |  |  |       |  |  |                       |  |  |                         |  |
| Beatrice di Montluçon           |                     | Arcimbaldo di Montlucon    |                                  |  |  |       |  |  |                       |  |  |                         |  |
|                                 |                     | …                          | …                                |  |  |       |  |  |                       |  |  |                         |  |
|                                 |                     | …                          | …                                |  |  |       |  |  |                       |  |  |                         |  |
|                                 |                     | …                          | …                                |  |  |       |  |  |                       |  |  |                         |  |
|                                 |                     | …                          |                                  |  |  |       |  |  |                       |  |  |                         |  |

### Fonti primarie
- (LA)  Matthæi Parisiensis, monachi Sancti Albani, Chronica majora, vol I.
- (LA)  Matthæi Parisiensis, monachi Sancti Albani, Chronica majora, vol II.
- (LA)  Obituaires de la province de Sens. Tome I.1.
- (LA)  Obituaires de la province de Sens. Tome I.2.
- (LA)  Obituaires de la province de Sens. Tome 2.
- (FR)  Anales de la Corona de Aragon (Zaragoza), Tome I.
- (LA)  Monumenta Germanica Historica, tomus XXIII.
- (LA)  Monumenta Germaniae Historica, Scriptores, Tomus XXIV.
- (LA)  Peter der Zweite Graf von Savoyen, Markgraf in Italien, sein Haus und seine Lande.
- (LA)  Chronique de Guillaume de Nangis/Règne de Louis IX (1226-1270).
- (LA)  Chronique de Guillaume de Nangis/Règne de Philippe III le Hardi (1270-1285).
- (LA)  Recueil des historiens des Gaules et de la France. Tome 20.
- (LA)  Recueil des historiens des Gaules et de la France. Tome 21.
- (ES)  Documents des archives de la Chambre des Comptes de Navarre.
- (FR)  Cartulaire de Hugues de Chalon (1220-1319).
- (PT)  Nobiliario de D. Pedro Conde de Bracelos hijo del Rey D. Dionis de Portugal.

### Letteratura storiografica
- Rafael Altamira, La Spagna (1031-1248), in «Storia del mondo medievale», vol. V, 1999, pp.865–896.
- Charles Petit-Dutaillis, Luigi IX il Santo, in «Storia del mondo medievale», vol. V, 1999, pp.829–864.